# Эйде, Мари
Мари Эйде (норв. Mari Eide; род. 18 ноября 1989, Бейтостолен, Оппланн) — норвежская лыжница, бронзовый призёр чемпионата мира 2019 года в личном спринте, победительница этапа Кубка мира. Специализируется в спринтерских гонках.

## Карьера
В Кубке мира Эйде дебютировала в марте 2010 года, в декабре 2011 года одержала первую, и пока единственную, победу на этапе Кубка мира, в командном спринте. Кроме этого на сегодняшний день имеет на своём счету 3 попадания в десятку лучших на этапах Кубка мира, 1 в командном спринте и 2 в личном. Лучшим достижением Эйде в общем итоговом зачёте Кубка мира является 56-е место в сезоне 2011/12.